# 馬拉因班迪
馬拉因班迪是馬達加斯加的城鎮，由梅納貝負責管轄，位於該國中部，海拔高度140米，從事農業和畜牧業的人口分別佔70%和30%，主要農產品有稻米、木薯和煙草，2001年人口約26,000。
20°20′S 45°36′E / 20.333°S 45.600°E